# Riddle (Oregon)
Riddle az Amerikai Egyesült Államok északnyugati részén, Oregon állam Douglas megyéjében, az Oregon Route 99-től 6,4 km-re nyugatra, Roseburgtól pedig 40 km-re délre helyezkedik el. A 2010. évi népszámláláskor 1185 lakosa volt. A város területe 1,63 km², melynek 100%-a szárazföld.

## Történet
A település névadója, az illinois-i Springfieldből származó William H. Riddle 1851-ben telepedett le itt; Riddle-t fia, John Bouseman Riddle alapította. A Southern Pacific Railroad Roseburgtól délre futó vonalának helyi állomását ekkor Riddlesburgnak hívták, amelyet 1882-ben Riddlesre, 1889-ben pedig Riddle-re módosítottak. A helyi postahivatal (Riddles) 1882-ben nyílt meg; a név 1910-ben Riddle-re változott.
Az alapító 1863-ban, tizenkilenc éves korában telekjogot vásárolt J.Q.C. VanDenboschtól, amelyből 56,9 hektárt ugyanezen évben továbbértékesített Abner fivérének. Amikor a vasút elérte Riddle-t, az a két testvér telke között futott; ekkor John a mezőgazdaságot feladva az üzleti életben próbált szerencsét; második feleségével, Mary Catchinggel hotelt, illetve több étkezdét is nyitottak a Medford felé haladó sínek mentén.

## Éghajlat
A város éghajlata a Köppen-skála szerint meleg nyári mediterrán (Csb-vel jelölve). A legcsapadékosabb a december–január, a legszárazabb pedig a július–augusztus közötti időszak. A legmelegebb hónap július, a leghidegebb pedig január.
A nyári reggelek hűvösek, a délutánok azonban forróak; a telek hidegek vagy fagyosak, ebben az évszakban jellemzően eső hull. A forró nyarakon a hőmérséklet 90 délutánon haladja meg a 32,3 °C-t, három délutánon pedig 37,8 °C fölé emelkedik; a nyári reggeleken a hőmérséklet átlagosan öt alkalommal éri el a húsz Celsius-fokot. A legmagasabb délutáni hőmérsékletet (43,3 °C) 1977. augusztus 17-én, a legalacsonyabb reggeli hőmérsékletet (22,2 °C) pedig 2016. június 28-án mérték. A legmelegebb hónap 2015 júliusa volt (23,9 °C átlaghőmérséklet); a legmagasabb átlagot (34,2 °C) 1938 júliusában és 1939 augusztusában mérték.
Téli napokon a felszín közelében nyugati-, a magasabban fekvő területeken pedig a szeles időjárás jellemző; eső általában csak a hegyekben hull. Az Alaszkai-öböl hatása miatt nyugati irányból, a Sierra Nevada és a Cascade-hegység felől ritkán hűvös levegő érkezhet, amely havazással és tiszta égbolttal járhat, így ekkor a hőmérséklet alacsonyabb a megszokottnál. A leghidegebb hónap (0,4 °C átlag-, valamint 4,4 °C maximum hőmérséklet) 1937 januárja volt; a hidegrekord (-19,4 °C) 1962. január 22-én dőlt meg.
A legtöbb eső (1270,3 mm) az 1973 júliusa és 1974 júniusa közti időszakban esett; a legszárazabb időszak (411,5 mm) az 1976 júliusa és 1977 júniusa közti volt. A legcsapadékosabb nap (112,5 mm) 2012. november 22-e, a legcsapadékosabb hónap (424,7 mm) pedig 1996 decembere volt. A havazás ritka; az átlagos hómennyiség 13 centiméter. A legtöbb hó (109 cm) 1950 januárjában esett; a felszínen megmaradt legnagyobb mennyiség (33 cm) 1933. 1930. január 13-án fordult elő. Tizennyolc télen nem havazott, négyen pedig csak hószállingózás volt megfigyelhető.
| Hónap                                   | Jan.  | Feb.  | Már. | Ápr.  | Máj. | Jún. | Júl. | Aug. | Szep. | Okt. | Nov.  | Dec.  | Év    |
| --------------------------------------- | ----- | ----- | ---- | ----- | ---- | ---- | ---- | ---- | ----- | ---- | ----- | ----- | ----- |
| Rekord max. hőmérséklet (°C)            | 22,0  | 27,0  | 30,0 | 34,0  | 41,0 | 42,0 | 42,0 | 43,0 | 42,0  | 39,0 | 27,0  | 23,0  | 43,0  |
| Átlagos max. hőmérséklet (°C)           | 9,5   | 12,5  | 15,0 | 17,9  | 21,4 | 25,1 | 29,4 | 25,9 | 26,4  | 20,1 | 12,9  | 9,2   | 18,8  |
| Átlaghőmérséklet (°C)                   | 5,4   | 7,3   | 9,0  | 11,0  | 13,9 | 17,2 | 20,3 | 18,3 | 17,2  | 13,1 | 8,5   | 5,5   | 12,3  |
| Átlagos min. hőmérséklet (°C)           | 1,3   | 2,0   | 3,0  | 4,1   | 6,4  | 9,3  | 11,2 | 10,7 | 8,0   | 6,0  | 4,0   | 1,8   | 5,7   |
| Rekord min. hőmérséklet (°C)            | −19,0 | −13,0 | −7,0 | −13,0 | −3,0 | 1,0  | 2,0  | 2,0  | −4,0  | −8,0 | −11,0 | −16,0 | −19,0 |
| Átl. csapadékmennyiség (mm)             | 123   | 92    | 81   | 54    | 39   | 24   | 7    | 10   | 22    | 59   | 120   | 141   | 772   |
| Forrás: Western Regional Climate Center |       |       |      |       |      |      |      |      |       |      |       |       |       |

## Népesség

### 2010
A 2010-es népszámláláskor a városnak 1185 lakója, 460 háztartása és 307 családja volt. A népsűrűség 727 fő/km2. A lakóegységek száma 491, sűrűségük 301,2 db/km2. A lakosok 89,7%-a fehér, 0,3%-a afroamerikai, 3%-a indián, 0,5%-a ázsiai, 0,1%-a a Csendes-óceáni szigetekről származik, 1,2%-a egyéb, 5,2%-a pedig kettő vagy több etnikumú. A spanyol vagy latino származásúak aránya 5,1% (2,4% mexikói, 1,1% Puerto Ricó-i,  1,5% egyéb spanyol vagy latino származású.)
A háztartások 36,5%-ában élt 18 évnél fiatalabb. 44,8% házas, 17% egyedülálló nő, 5% egyedülálló férfi, 33,3% pedig nem család. 25,2% egyedül élt; 8,9%-uk 65 éves vagy idősebb. Egy háztartásban átlagosan 2,57 személy élt; a családok átlagmérete 3,01 fő.
A medián életkor 36,6 év volt. A város lakóinak 25,4%-a 18 évesnél fiatalabb, 9,7% 18 és 24 év közötti, 25,3%-uk 25 és 44 év közötti, 28,2%-uk 45 és 64 év közötti, 11,4%-uk pedig 65 éves vagy idősebb. A lakosok 48,9%-a férfi, 51,1%-a pedig nő.

### 2000
A 2000-es népszámláláskor  a városnak 1014 lakója, 381 háztartása és 265 családja volt. A népsűrűség 622,1 fő/km2. A lakóegységek száma 406, sűrűségük 249,1 db/km2. A lakosok 94,48%-a fehér,  2,27%-a indián, 0,1%-a ázsiai,  0,2%-a egyéb-, 2,96%-a pedig kettő vagy több etnikumú. A spanyol vagy latino származásúak aránya 1,97% (1,6% mexikói, 0,3% Puerto Ricó-i,  0,1% pedig egyéb spanyol/latino származású.)
A háztartások 36%-ában élt 18 évnél fiatalabb. 50,4% házas, 13,6% egyedülálló nő; 30,2% pedig nem család. 24,4% egyedül élt; 10%-uk 65 éves vagy idősebb. Egy háztartásban átlagosan 2,66 személy élt; a családok átlagmérete 3,15 fő.
A város lakóinak 31,2%-a 18 évesnél fiatalabb, 9,4% 18 és 24 év közötti, 25,7%-uk 25 és 44 év közötti, 21,8%-uk 45 és 64 év közötti, 11,9%-uk pedig 65 éves vagy idősebb. A medián életkor 33 év volt. Minden 100 nőre 96,1 férfi jut; a 18 évnél idősebb nőknél ez az arány 84,7.
A háztartások medián bevétele 28 750 amerikai dollár, ez az érték családoknál $37 159. A férfiak medián keresete $31 438, míg a nőké $27 332. A város egy főre jutó bevétele (PCI) $13 666. A családok 16,1%-a, a teljes népesség 19%-a élt létminimum alatt; a 18 év alattiaknál ez a szám 21,1%, a 65 évnél idősebbeknél pedig 10,6%.

## Fordítás
Ez a szócikk részben vagy egészben  a   Riddle, Oregon című angol Wikipédia-szócikk ezen változatának fordításán alapul.  Az eredeti cikk szerkesztőit annak laptörténete sorolja fel. Ez a jelzés csupán a megfogalmazás eredetét és a szerzői jogokat jelzi, nem szolgál a cikkben szereplő információk forrásmegjelöléseként.